# Парк культуры и отдыха имени В. Я. Степанова
Парк культуры и отдыха им. В. Я. Степанова — один из парков в городе Иваново. Расположен на берегу реки Уводь, вблизи стадиона «Текстильщик». Площадь парка — 70 гектаров.

## История
До революции считался участком соснового леса и принадлежал фабрикантам Гарелиным. В 1917 году включен в черту города. В 1925 году получил название «Парк культуры и отдыха им. В. Я. Степанова» в честь погибшего в 1920 году члена Совета рабочих и солдатских депутатов В. Я. Степанова (1893—1920).
В 1959 году на территории парка нашли мотыгу 8-го тысячелетия до н. э., а позднее — керамику неолита.

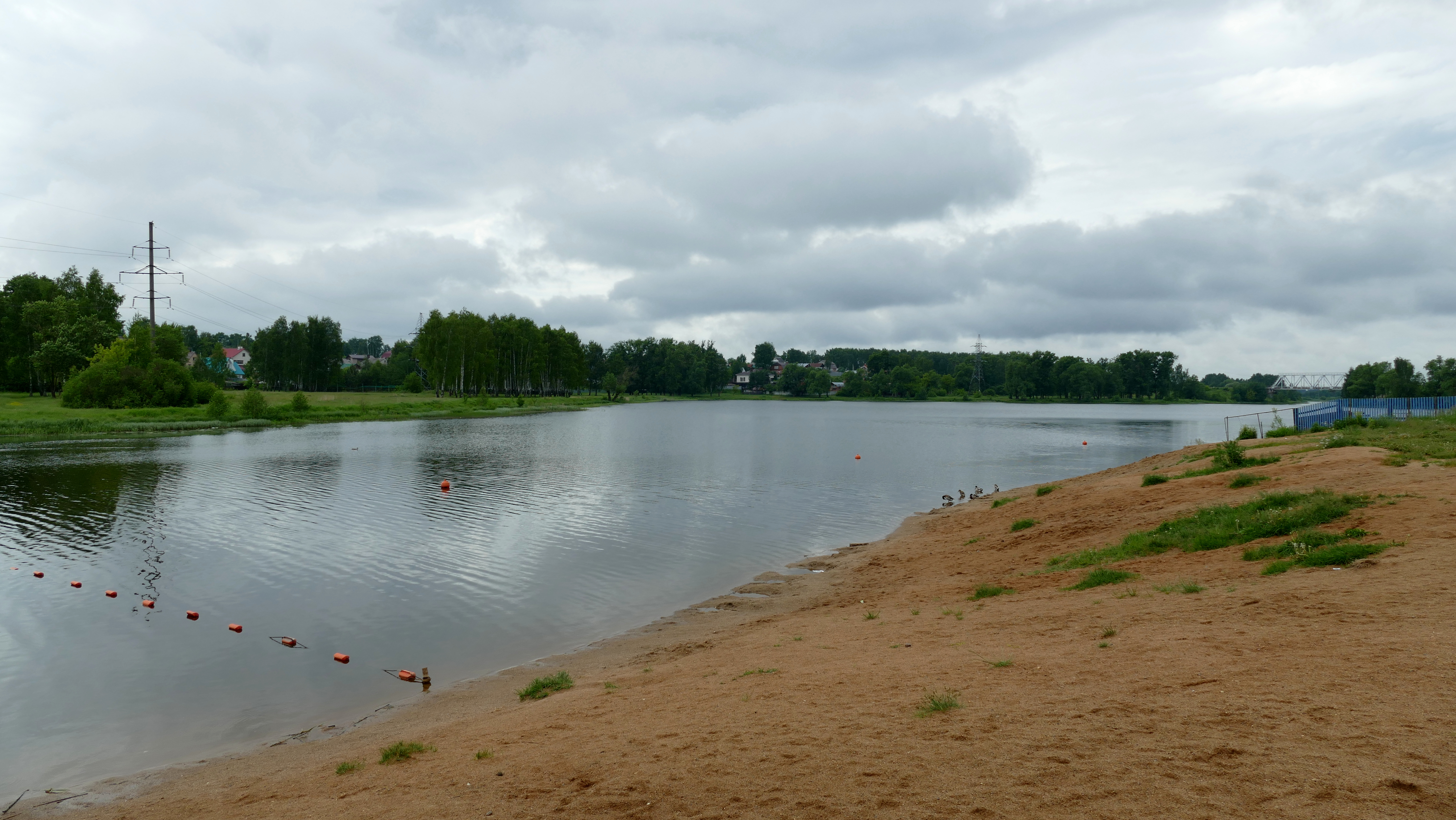
Река Уводь. На ближнем берегу — парк культуры и отдыха имени Василия Степанова: пляж и зоны купания, отмеченные буйками.